# Dornrückenaalartige
Die Dornrückenaalartigen (Notacanthiformes (Gr.:, „noton“ = Rücken, „akantha“ = Dorn, Lat.: „forma“ = Gestalt)) sind eine Ordnung mariner Knochenfische. Die Meeresfische leben weltweit in der Tiefsee zwischen 125 und 4900 Metern, meist zwischen 450 und 2500 Metern.

## Merkmale
Dornrückenaalartige besitzen einen aalartig langgestreckten, hinten zugespitzten Körper mit einer langen, etwa die Hälfte der Körperlänge einnehmenden Afterflosse, die mit den Rudimenten der Schwanzflosse zusammengewachsen ist. Das Schwanzflossenskelett ist reduziert oder fehlt. Bei Verlust wird der Schwanz leicht regeneriert. Die Brustflossen sitzen relativ hoch am Körper, die weit unten stehenden Bauchflossen werden von 7 bis 11 Flossenstrahlen gestützt. Die Kiemenmembranen sind getrennt. Die Anzahl der Branchiostegalstrahlen liegt bei 5 bis 23. Eine relativ große Schwimmblase ist vorhanden. Das Maul ist unterständig, die Zähne sind klein. Der Darm ist kurz, einige Pylorusschläuche sind vorhanden. Einige Arten verfügen über Leuchtorgane. Dornrückenaalartige werden 10 cm bis 1,2 Meter lang.
Dornrückenaalartige sind nur durch drei Synapomorphien definiert:
1. Ein großer Bindegewebeknoten ist zwischen Flügelbein und Maxillare eingelagert.
2. Die Maxillare hat auf dem hinteren Teil ihrer oberen Kante einen nach hinten gerichteten Stachel.
3. Die Bauchflossen sind in der Regel durch eine Membran verbunden.

## Larven
Die Leptocephaluslarven der Dornrückenaalartigen werden länger als die erwachsenen Tiere, maximal über zwei Meter. Die transparenten Larven zeigen mehr als 300 V-förmige Muskelsegmente. Eine normale Schwanzflosse fehlt, dafür findet man einen fadenartigen Fortsatz. Die Rückenflosse ist kurz und wird von etwa zehn Flossenstrahlen gestützt. Sie befindet sich hinter der Körpermitte. Ältere Larven besitzen kleine Bauchflossen. Einige Leptocephaluslarven der Dornrückenaalartigen sind unter den Gattungsnamen Tilurus und Tiluropsis als eigenständige Arten beschrieben worden.

## Äußere Systematik
Die systematische Stellung der Dornrückenaalartigen innerhalb der Elopomorpha und ihre Schwestergruppe ist noch umstritten. Der amerikanische Ichthyologe Joseph S. Nelson stellt sie in seinem Standardwerk zur Fischsystematik Fishes of the World als Unterordnung Notacanthoidei zur Ordnung der den Grätenfischartigen (Albuliformes). Wiley & Johnson führen neun Synapomorphien für ein Schwestergruppenverhältnis der Dornrückenaalartigen mit den Aalartigen (Anguilliformes) auf. Die beiden Kladogramme zeigen die alternativen Möglichkeiten für die systematische Stellung der Dornrückenaalartigen:

## Innere Systematik
Es gibt zwei Familien, sechs Gattungen und etwa 27 Arten.
- Echsenaale (Halosauridae)
- Dornrückenaale (Notacanthidae)